# Ares dels Oms
Ares dels Oms (oficialment en castellà, Aras de los Olmos) és un municipi del País Valencià situat a la comarca de la Serrania.
Fins al 2001 es va anomenar Ares d'Alpont (en castellà, Aras de Alpuente), denominació que tenia des del 1240, quan el rei Jaume I el va adscriure al terme d'Alpont.

## Geografia

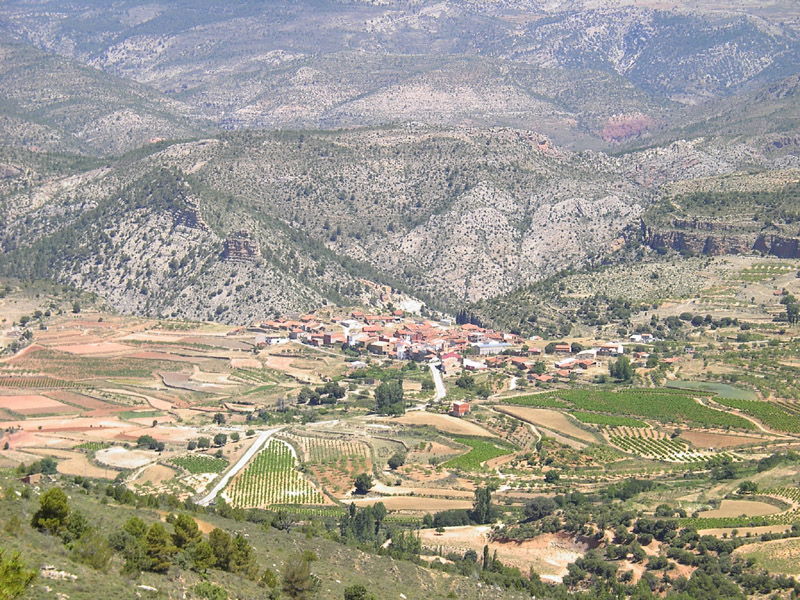
Vista aèria d'Ares

Situat al nord-oest de la província, entre els rius Túria i Arcs, la seua superfície és molt irregular. Té algunes planes en la part central; però predominen les zones muntanyoses, amb alguns barrancs molt profunds. Aquest conjunt és conegut com les Moles d'Alpont i dibuixen un paisatge de muntanyes, les més destacades de les quals són la Mola de Santa Caterina (1.315m), Font del Lliri (1.398 m), Teuleries (1.181 m) i Mampedrós (1.207 m). El riu Túria el travessa de nord a sud pel sector occidental. Afluïxen a este riu, i a l'Arcs, els barrancs de la Falç, del Carril, Bassal i Aranya.

### Nuclis
- Ares
- Losilla

### Límits
El terme municipal d'Ares dels Oms limita amb les localitats següents: Alpont, Titaigües i Toixa (a la mateixa comarca) i amb Arcos de las Salinas, a Aragó, i Santa Cruz de Moya, a Castella la Manxa.

### Accés
L'accés principal al municipi es fa per la CV-35 o Pista d'Ademús, que travessa el poble, i per la CV-355 des de la pedania de Losilla.

## Història
La vila d'Ares fou poblat d'ibers, romans i àrabs. Inclosa en l'Emirat d'Alpont, taifa segregada de l'antic califat de Còrdova entre el 1030 i 1092. Repoblada per aragonesos després de ser reconquistada per Jaume I en 1236 i va passar, per donació reial, a l'Orde de Montesa en 1318.
Va adquirir la categoria de Vila Reial i Independent l'11 de maig de 1728, atorgant el rei Felip V la Reial Cèdula de Constitució de Vila d'Ares.
A partir de la divisió provincial realitzada per Javier de Burgos en 1833, també es va dur a terme la creació dels partits judicials. Segons el Decret Reial del 21 d'abril 1834, Aras de Alpuente (nom del municipi en aquell moment) passa a formar part del Partit Judicial d'Alpont, amb la capital a Xelva.
El 26 de juliol del 2001, el Govern Valencià va aprovar el canvi de denominació del municipi, que va passar de ser Ares d'Alpont (en castellà, Aras de Alpuente) a ser Ares dels Oms (en castellà, Aras de los Olmos).

## Demografia
| 1990 | 1992 | 1994 | 1996 | 1998 | 2000 | 2002 | 2004 | 2006 | 2007 |
| ---- | ---- | ---- | ---- | ---- | ---- | ---- | ---- | ---- | ---- |
| 494  | 428  | 433  | 420  | 397  | 398  | 367  | 375  | 399  | 393  |

## Economia
La base econòmica fonamental és l'agricultura, principalment de secà, en el qual es cultiva en règim de guaret els cereals, alternant blat amb ségol. El regadiu a penes arriba a cobrir les necessitats domèstiques; s'aprofiten les aigües de les fonts, per mitjà de basses, així com les del barranc del Bassal. Les gelades tardanes, prou freqüents, minven la producció de raïm i ametles.
La ramaderia està dedicada al consum local, excepte el de llana. Últimament, està en auge la cunicultura.

## Política i govern

### Composició de la Corporació Municipal
El Ple de l'Ajuntament està format per 7 regidors. En les eleccions municipals de 26 de maig de 2019 foren elegits 5 regidors del Partit Socialista del País Valencià (PSPV-PSOE) i 2 del Partit Popular (PP).
| Eleccions municipals de 26 de maig de 2019 - Ares dels Oms                                                                                |                                     |                                     |                                     |      |          |          |
| Candidatura | Candidatura                         | Candidatura                         | Cap de llista                       | Vots | Vots     | Regidors |
| | Partit Socialista del País Valencià |                                     | Rafael Giménez Chicharro            | 162  | 66,67%   | 5 ()     |
| | Partit Popular                      |                                     | José Domingo Sáez Cana              | 70   | 28,81%   | 2 ()     |
| | Vots en blanc                       |                                     |                                     | 11   | 4,53%    |          |
| Total vots vàlids i regidors | Total vots vàlids i regidors        | Total vots vàlids i regidors        | Total vots vàlids i regidors        | 243  | 100 %    | 7        |
| | Vots nuls                           | Vots nuls                           | Vots nuls                           | 5    | 2,02%    |          |
| Participació (vots vàlids més nuls) | Participació (vots vàlids més nuls) | Participació (vots vàlids més nuls) | Participació (vots vàlids més nuls) | 248  | 75,84%** |          |
| Abstenció | Abstenció                           | Abstenció                           | Abstenció                           | 79*  | 24,16%** |          |
| Total cens electoral | Total cens electoral                | Total cens electoral                | Total cens electoral                | 327* | 100 %**  |          |
| Alcalde: Rafael Giménez Chicharro (PSPV) (15/06/2019) Per majoria absoluta dels vots dels regidors (5 vots de PSPV)                       |                                     |                                     |                                     |      |          |          |
| Fonts: JEC, JEZ Llíria, Ministeri de l'Interior, Periòdic Ara. (* No són vots sinó electors. ** Percentatge respecte del cens electoral.) |                                     |                                     |                                     |      |          |          |

### Alcaldes
Des del 2011 l'alcalde d'Ares dels Oms és Rafael Giménez Chicharro del Partit Socialista del País Valencià (PSPV-PSOE).
| Període                       | Alcalde o alcaldessa                               | Partit polític | Data de possessió     | Observacions         |
| ----------------------------- | -------------------------------------------------- | -------------- | --------------------- | -------------------- |
| 1979–1983                     | Julián Sánchez Sánchez                             | MCPV           | 19/04/1979            | --                   |
| 1983–1987                     | Antonio Soriano Yuste                              | PSPV-PSOE      | 28/05/1983            | --                   |
| 1987–1991                     | Eduardo Andrés Pérez                               | AP             | 30/06/1987            | --                   |
| 1991–1995                     | Jesús Andrés Mora                                  | PP             | 15/06/1991            | --                   |
| 1995–1999                     | Manuel Cubel Montesinos                            | PSPV-PSOE      | 17/06/1995            | --                   |
| 1999–2003                     | Manuel Cubel Montesinos Juan Carlos Mora Sebastián | PSPV-PSOE      | 03/07/1999 01/06/2000 | Dimissió/renúncia -- |
| 2003–2007                     | Juan Carlos Mora Sebastián                         | PSPV-PSOE      | 14/06/2003            | --                   |
| 2007–2011                     | Jose Antonio Álvaro Pamplona                       | PSPV-PSOE      | 16/06/2007            | --                   |
| 2011–2015                     | Rafael Giménez Chicharro                           | PSPV-PSOE      | 11/06/2011            | --                   |
| 2015–2019                     | Rafael Giménez Chicharro                           | PSPV-PSOE      | 13/06/2015            | --                   |
| 2019-2023                     | Rafael Giménez Chicharro                           | PSPV-PSOE      | 15/06/2019            | --                   |
| Des de 2023                   | n/d                                                | n/d            | 17/06/2023            | --                   |
| Fonts: Generalitat Valenciana |                                                    |                |                       |                      |

## Monuments
- Església de la Mare de Déu dels Àngels. Va ser construïda a finals del segle xvi amb estils renaixentista i romànic.
- Santuari de Santa Caterina. A 1.174 m d'altitud està el santuari que ha donat nom a la muntanya. Data del segle xviii. És un gran edifici de creu llatina, amb creuer. Té annexa una hostatgeria, al costat de la qual brolla una font.
- Ermita de la Sang del Sant Crist. Construcció anterior al segle xvii, segons inscripció que trobem a l'entrada és de 1621.
- Torre del Mas. D'origen àrab del segle xi.
- Casa de la Balconada del Cantó o Casa dels Monterde. Casa senyorial en pedra amb la peculiaritat que té una balconada escairada, de les poques del País Valencià.
- Els blasons i escuts d'Ares dels Oms, que es troben distribuïts per diferents indrets de la població, són bé d'interés cultural, inscrits mitjançant declaració genèrica.
- Forn àrab.

## Cultura

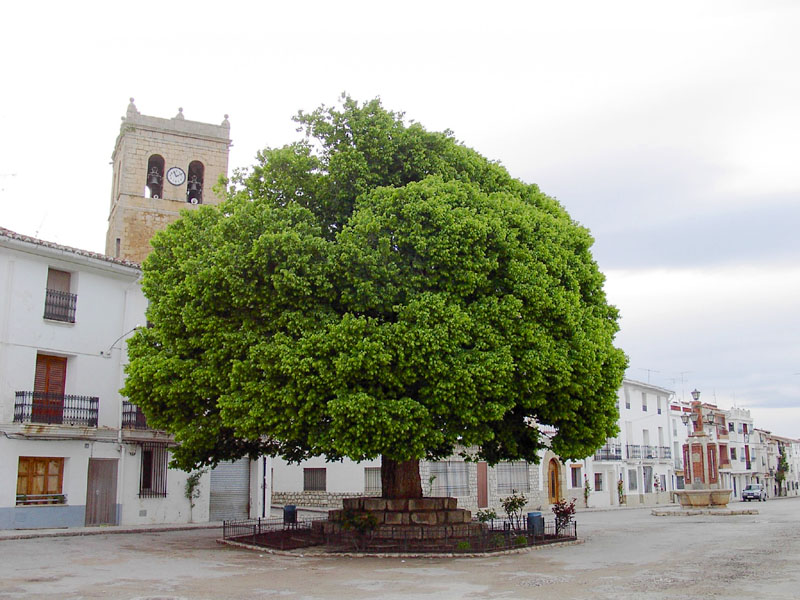
Antic om que presidia la plaça major.

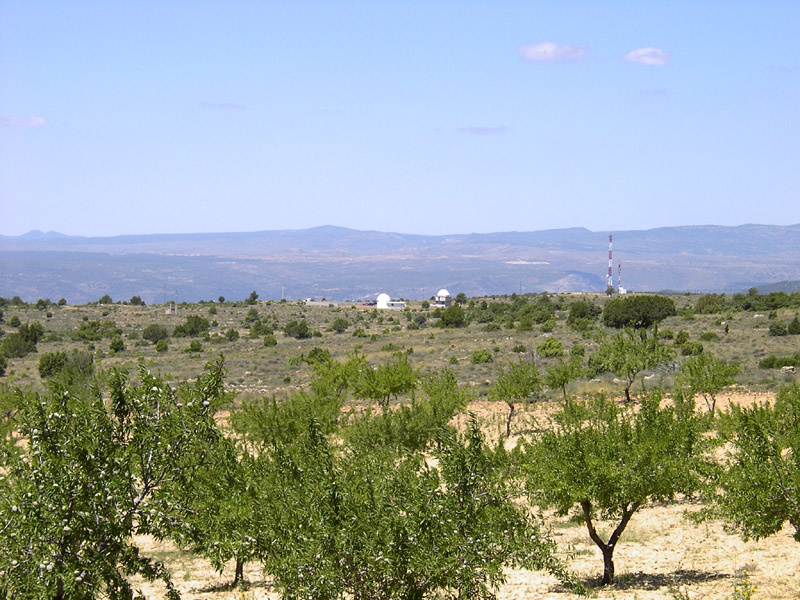
Observatoris astronòmics d'Ares.

- Parc Alas al Olmo. Inaugurat en les festes d'agost del 2008, conté una escultura en homentage i record a l'om mil·lenari que presidia fins feia pocs anys la plaça major de la vila. L'escultura consta del vertader tronc de l'arbre i d'unes branques metàl·liques amb motius animals i vegetals.
- Observatoris astronòmics. En la mola de Santa Caterina, a 1.315 m d'altitud, es troben els dos observatoris de la Universitat de València i un altre de l'Associació Valenciana d'Astronomia. Ares dels Oms alberga les condicions per a poder observar el cel, fora de la contaminació lumínica i atmosfèrica, en les nits que el temps ho permet es poden observar milers i milers d'estreles.
- Museu Arqueològic Municipal "Francisco Moreno Taules". Fundat en 1981 pel mestre d'escola homònim i Eugenio Moltó, funcionari de l'Ajuntament. Els dos varen ser dos grans aficionats de l'excursionisme i la Prehistòria i reuniren una important col·lecció de restes prehistòriques que varen trobar pel terme i que actualment està exposada en el museu. Inclou objectes de distints períodes (Edat de Pedra, Edat de Bronze, ibèrics, romans, visigots i medievals, tant musulmans com cristians) i material palenontològic com ara parts de dinosaures, fòssils i minerals.

## Festes locals

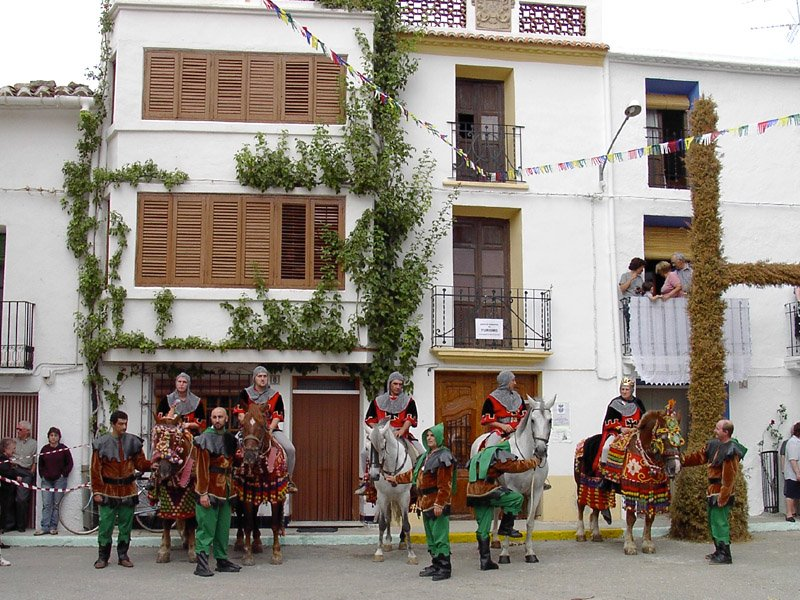
L'Entramoro d'Ares dels Oms

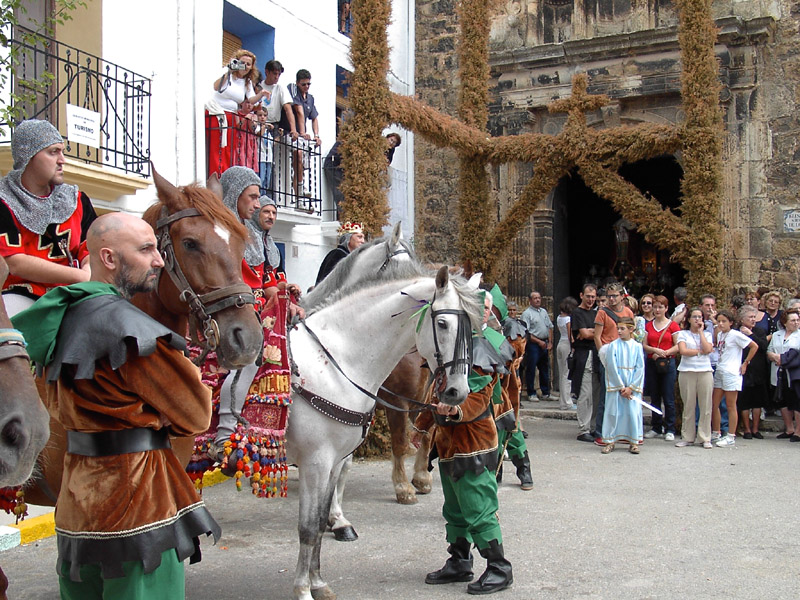
L'Entramoro

- Festes d'estiu. Se celebren la darrera setmana d'estiu amb multitud d'actes populars.
- Fiestas Gordas. Cada set anys, en honor de Santa Caterina, d'especial significació i atractiu popular. Tenen d'extraordinari la baixada al poble de la imatge de la santa un mes abans de la celebració, i com a actes religiosos destacables hi ha la processó pels carrers del poble amb la imatge de la Santa, tenint lloc l'Entrada de Moros i Cristians, coneguda popularment com a Entramoro, acte on s'escenifica la lluita entre el bé i el mal, en què inicialment el bé és derrotat per les tropes del mal, però este per fi és vençut gràcies la intercessió de Santa Caterina, qui convertix les tropes musulmanes al cristianisme. Les últimes festes Gordas es varen celebrar en 2016.
- Festes de Sant Marc. El dia de Patró, el 25 d'abril, es cuinen gachas en la plaça, i durant eixa mateixa setmana també es duen a terme diferents activitats, com ara revetles, teatre, jocs per a xiquets, etc. El diumenge es fa una romeria a l'ermita de Santa Caterina que tanca els festejos.
- Festes de Santa Caterina. El 25 de novembre i amb actes molt semblants al de les festes de Sant Marc, inclosa la romeria a l'ermitori de la santa.

### Losilla
- Festes de Sant Antoni. El 17 de gener se celebren en el llogaret les festes més tradicionals. El cap de setmana més pròxim a la festa, l'entrada del poble s'il·lumina amb el foc de la foguera. El dissabte es fa una cercavila pel llogaret, en el qual els veïns, acompanyats de xolles i rams d'espígol encesos, canten la cançó de Sant Antoni. Després, es fa un sopar en el carrer, s'acaba la nit amb música. El diumenge, se celebra la missa i la benedicció dels animals.
- Pasqua. Se celebren en la Setmana Santa i duren un cap de setmana, en el qual s'intenta unir tradicions amb les activitats pròpies de les festes dels pobles. A més de les activitats religioses, se celebren activitats més lúdiques, com ara jocs, teatres, menjars tradicionals, revetles...
- Festes d'estiu. Se celebren el primer cap de setmana d'agost i duren quatre dies. S'inicien amb l'engalanament de carrers i amb la presentació de la Serrana Major i la seua cort d'Honor, on els jóvens del poble es visten amb el vestit típic del llogaret. La resta dels dies s'omplin d'activitats per a xiquets i adults realitzant jocs, tallers, campionats, menjars tradicionals, revetles...

## Gastronomia
La situació geogràfica d'este territori fa que la gastronomia tradicional aresana tinga gran influència aragonesa i castellana. Es pot trobar: farinetes, olla de poble, gaspatxo de muntanya, llom de gerra, embotits, truites, calder de carns de caça pròpies de la zona, orelletes, farinoses i arrop.